# Сила Пуафиси
Сила Пуафиси (енгл. Sila Puafisi; 15. април 1988) професионални је рагбиста и репрезентативац Тонге, који тренутно игра за Глазгов вориорсе. Висок 185 цм, тежак 122 кг, Пуафиси игра на позицији стуба у првој линији. Играо је на Новом Зеланду за Тасман Макос у ИТМ Купу. 2013. прешао је у Европу и потписао за Глостер. У Глостеру је провео 2 године, па је прешао у Глазгов. За репрезентацију Тонге до сада је одиграо 23 тест мечева.